# كيري خان
كيري خان بن بولات سلطان (بالقازاقية: Керей хан бин Болат сұлтан)‏، إختصارًا (كيري خان)، هو أحد مؤسسي خانية القازاق والحاكم الأول لها، دام حكمه 8 أعوام تقريبًا بين 1465-1473م.

## حياته
لا يعرف الكثير عن حياته المبكرة سوى أنه الإبن الوحيد لـ«بولات سلطان» بن توكتاكيا خان بن أوروس خان [الإنجليزية] بنسل يمتد بشكل مباشر إلى جوجي بن جنكيز خان، له ثلاث أولاد أشهرهم بوروندك خان الحاكم الثالث لخانية القازاق وخوجا-محمد وسلطان-علي، بإستثناء بوروندك لا يوجد هناك معلومات عن حياة إبنيه الآخرين.

## سيرته
قاد جنبًا إلى جنب مع جانيبك عدد من قبائل الكازاخ المستقلة والمتمردة على حكم خان الأوزبك [الإنجليزية] أبو الخير خان [الإنجليزية] الشيباني، ليلجؤوا إلى مغولستان حيث وافق خان مغولستان [الإنجليزية] إيسن-بوغا [الإنجليزية] على تقبلهم ضمن دولته وسمح لهم بالسكن في منطقة حوض نهري تشو وطلاس لحمايته والقتال معه ضد أخيه غير الشقيق «يونس خان»، إلا أن الكازاخ بقيادة كيري وجانيبك بدؤوا بدعم يونس خان بعد وفاة إيسن-بوغا [الإنجليزية] وتولي إبنه دوست محمد [الإنجليزية] الحكم بسياسة غير مسؤولة وغير مستقر ليستعيد يونس-خان السلطة على مغولستان [الإنجليزية] دون مشاكل بعد موت دوست محمد [الإنجليزية] عام 1469م، بعد فترة بسيطة إنضمت قبائل أخرى إلى حركة كيري وجانيبك ليصل تعدادهم إلى قرابة 200,000 فرد عندها إمتلك الكازاخ قدرة عسكرية كبيرة بدأت تخيف أبو الخير الشيباني [الإنجليزية]، وكرد على هذا التمرد قاد أبو الخير بنفسه حملة عسكرية إلى مغولستان عام 1468م ليقضي على خطر الكازاخ، لكنه مرض وتوفي في الطريق، بعد موته خلفه إبنه شاه-حيدر لوقت قصير أقل من عامين ثم قتل من قبل قوات إيباك خان حاكم سيبيريا، بموت أبو الخير تحول كل حلفائه إلى الجانب الآخر ليلتحقوا بصف قوات كيري وجانيبك في قتال قبيلة الشيبانيين، بإنتصارهم أصبح للكازاخ دولة مستقلة في منطقة جيتسو [الإنجليزية] وأختير كيري بن بولات الخان الأول لها. 
توقفت السجلات عن ذكر كيري خان لذا طبيعة موته غامضة ولا يعرف على وجه التحديد كيف ومتى توفي، آخر إشاره لإسمه تعود لشتاء عام 1473م، ليتنقل الحكم إلى قريبه جانيبك خان.

## الإرث
في نهايات القرن الـ 15 كان مصطلح «كازاخ» يستعمل بطابع سياسي للإشارة إلى الوحدات الإقطاعية التي أنشأها كيري وجانيبك، لكن منذ بداية القرن السادس عشر وبعد انتقال الكثير من القبائل للاستقرار في منطقة كازاخستان الحديثة، أصبح المصطلح يحمل طابع عرقي أكبر اليوم يعتبر كل من كيري وجانيبك بطلين قوميين والمؤسسين الأوائل لدولة كازاخستان، لا يزال السبب الحقيقي لتمرد كيري وجانيبك على الحكم غير معروف ولا الموقع الدقيق الذي تأسست فيه خانية القازاق، لكن يتفق أغلب الكتاب والباحثين أن خانية القازاق تشكلت بين القرنين 15 و16 وكانت هجرة القبائل بقيادة كيري وجانيبك هي البداية لتأسيس خانية القازاق.

### نصب تذكاري
في 1 يونيو 2010، في مدينة نور-سلطان قرب متحف الرئيس الأول كازاخستان، وبحضور رئيس الدولة نور-سلطان نزاربايف إفتتح النحات «رينات أبينوف» نصب تذكاري يصور كل من كيري وجانيبك، بلغ أقصى إرتفاع للنصب عند قمة الراية 12 متر، وبلغ ارتفاع مجسم جانيبك واقفًا 5.25 متر ومجسم كيري جالسًا 4 أمتار، وبلغ الوزن الإجمالي للنصب 16.2 طن.

## طالع أيضًا
- خانية القازاق
- جانيبك خان
- قاسم خان (سلطان)
- محمد شيباني خان
- كازاخ